# Concorso di persone nel reato
Il concorso di persone - nel diritto penale - indica delle ipotesi in cui la commissione di un reato sia addebitabile a più soggetti.

## Italia
Il C.P. Italiano definisce il concorso di persone nel reato mediante l'art. 110 C.P.

## In Europa

### Belgio
Il c.p. belga agli artt. 66, 67, 68 stabilisce che si ha concorso di reato quando qualcuno, conoscendo la condotta illecita del soggetto che sta aiutando, dia:
- assistenza;
- luogo di rifugio;

### Francia
La disciplina francese è simile a quella belga: concorre nel reato chiunque aiuti un soggetto, conoscendo la sua condotta criminosa, dandogli assistenza o rifugio.

### Regno Unito
Il Criminal Law Act del 1977 prevede, come condotte assimilabili all'autorìa, quelle di chiunque:
- aiuti;
- incoraggi;
- consigli;
- determini la commissione di un fatto illecito previsto sia dalla legge che dalla common law.